# Габријела Спаник
Габријела Елена „Габи“ Шпанић Утрера (шп. Gabriela Elena "Gaby" Spanic Utrera; Ortiz, 10. децембар 1973) венецуеланска је глумица. Сестра је близанка манекенке и глумице Данијеле Шпанић.

## Биографија
Габријелин отац је Хрват који се 1947. године са родитељима доселио у Венецуелу, док јој је мајка Венецуеланка.
Каријеру је започела као Мис Гварика на избору за Мис Венецуеле. Уписала је студије психологије, али се убрзо почела бавити глумом. Подстрек каријери су биле главне улоге у венецуеланским теленовелама.
Половином 90-их удала се за Мигела де Леона, да би се након неколико година развела.

## Филмографија
| Година:   | Српски назив:     | Оригинални назив: | Улога:                           |
| --------- | ----------------- | ----------------- | -------------------------------- |
| 2012-2013 | /                 |                   | Алма                             |
| 2011.     | /                 |                   | Емператриз Хуардо                |
| 2010.     | Валентина         |                   | Ивана Дорантес                   |
| 2006.     | Валерија          |                   | Велерија Сан Роман               |
| 2005.     | /                 |                   | Данијела                         |
| 2004.     | Заточеница љубави |                   | Гуадалупе Сантос                 |
| 2002.     | /                 |                   | Велентина Дијаз                  |
| 2001.     | /                 |                   | Вирхинија Мартинез Ванеса Ролдан |
| 1999.     | У име љубави      |                   | Марија дел Сиело                 |
| 1998.     | Злобница          |                   | Паола Паулина                    |
| 1997.     | /                 |                   | Петра Хосефина                   |
| 1996.     | /                 |                   | Емилијана                        |
| 1994.     | /                 |                   | Селина Идалго                    |
| 1994.     | /                 |                   | Хилда Барето                     |
| 1993.     | /                 |                   | Линда Пардо                      |
| 1993.     | /                 |                   | Карла                            |
| 1992.     | /                 |                   | /                                |
| 1992.     | /                 |                   | /                                |
| 1991.     | /                 |                   | /                                |